# Shahla Sherkat
Shahla Sherkat (Esfahan, 30 marzo 1956) è una giornalista e scrittrice iraniana e una delle pioniere del movimento per i diritti delle donne in Iran.

## Biografia
Sherkat è nata a Esfahan, in Iran. Ha conseguito una laurea in psicologia presso l'Università di Teheran e un diploma in giornalismo presso il Keyhan Institute, sempre a Teheran. 
Shahla Sherkat è stata fondatrice, nel 1992, ed editrice della rivista Zanan (zanan significa "donne"), dedicata alle problematiche delle donne iraniane e ai temi politicamente più scottanti, dalle riforme politiche agli abusi domestici al sesso. Zanan è stata la rivista femminile iraniana più importante dopo la rivoluzione iraniana. 
Nel 2001 Sherkat è stata condannata a quattro mesi di reclusione per aver partecipato a un convegno a Berlino in cui si è discusso del futuro della politica in Iran dopo il successo dei candidati riformisti alle elezioni parlamentari.
Inoltre Sherkat è dovuta comparire in tribunale ogni volta che il contenuto di Zanan è stato contestato dal governo iraniano. Dopo una prima sospensione dal 2008 al 2014, la pubblicazione della rivista è stata interrotta definitivamente nel 2015 per aver promosso posizioni anti-islamiche.

## Riconoscimenti
- 2005: Premio Louis Lyons, Fondazione Nieman per il giornalismo presso l'Università di Harvard
- 2005: Premio "Coraggio nel giornalismo" della International Women's Media Foundation (IWMF)